# كولن لوسون
كولن لوسون (بالإنجليزية: Colin Lawson)‏ هو معلم موسيقى بريطاني، ولد في 24 يوليو 1949.

## وصلات خارجية
- كولن لوسون على موقع ميوزك برينز (الإنجليزية)
- كولن لوسون على موقع ديسكوغز (الإنجليزية)